# ماتيلد ليغل
ماتيلد ليغل (بالفرنسية: Mathilde Laigle)‏ (1865-1949) كانت مؤرخة فرنسية. كانت طالبة مبكرة في أمريكا ثم أصبحت مربية لأطفال حاكم ولاية أيوا. كانت خبيرة في كريستين دي بيزان ولها الفضل في المساعدة في إحياء الاهتمام بالنسوية المبكرة.

## حياتها
ليغل ولدت في فاندونكورت عام 1865. من 1895 إلى 1903 كانت مربية لبنات ويليام لاربي وآن ماتيلدا لارابي الأربعة. كان ويليام لاربي حاكم ولاية أيوا. كانت رفيقتهم ومعلمتهم وكانت ترسل أيامًا كاملة معهم عندما تكون اللغة الوحيدة التي يتم التحدث بها هي الفرنسية.
قامت ليغل بثلاث رحلات عبر المحيط الأطلسي بين 1904 و1908 و1918، على الرغم من أن الرحلات المبكرة قد تكون غير مسجلة.
كتبت لايغل عن كريستين دي بيزان ويعود الفضل لها في إحياء عمل النسوية المبكرة. واختتمت إلى أن مدينة السيدات قد اكتملت عام 1404 أو بعده. تم تجاهلها في بلادها كونها كاتبة لكنها لمعت في مكان آخر. لاحظت ليغل أن أعمال دي بيزان لم تُترجم إلى الإسبانية لكن الكتابين الآخرين استعاروا على نطاق واسع من عملها. كاتب آخر، مورويدغ، دعا عمل ليغل سطحيًا مع ملاحظة أنه كان المصدر الوحيد في كتاب واحد.
توفيت لايغل في بومونت دي بيرتويس في عام 1949.

## أعمالها
كتاب فضائل كريستين دي بيزان وبيئتها التاريخية والأدبية.